# Marco Asinio Agrippa
Marco Asinio Agrippa (in latino Marcus Asinius Agrippa; ... – 27) è stato un politico romano.

## Biografia
Marco era il figlio del senatore romano Gaio Asinio Gallo e di Vipsania Agrippina, figlia di Marco Vipsanio Agrippa e di Cecilia Attica. Per parte di padre, era nipote del celebre oratore e storico Gaio Asinio Pollione, nonché fratello di Gaio Asinio Pollione, console nel 23; era, inoltre, fratellastro di Druso minore, in quanto sua madre era stata la prima moglie del futuro imperatore Tiberio.
Non sono ricordati fatti particolarmente importanti della sua vita: fu console nell'anno 25 e morì poco dopo nel 26 o più probabilmente nel 27.
Tacito , che ricorda essere discendente da una famiglia più illustre che antica, lo descrive come non indegno dei suoi antenati. Suo figlio Marco Asinio Marcello fu console nel 54 (anno in cui morì l'imperatore Claudio).